# Феліпе Вентура дос Сантос
Луїс Феліпе Вентура дос Сантос (порт. Luiz Felipe Ventura dos Santos, нар. 22 лютого 1984, Ріо-де-Жанейро) — бразильський футболіст, воротар люксембурзького клубу «Діфферданж 03». Виступав також за клуби «Корінтіанс» та «Фламенго».

## Клубна кар'єра
Народився 22 лютого 1984 року в місті Ріо-де-Жанейро. Вихованець футбольної школи клубу «Віторія» (Салвадор). Дорослу футбольну кар'єру розпочав 2002 року в основній команді того ж клубу, в якій провів два сезони, взявши участь у 20 матчах чемпіонату, а також став чотириразовим переможцем Ліги Баїяно, після чого з літа і до кінця 2005 року перебував у структурі клубу «Сан-Каетану».
На початку 2006 року він підписав контракт з «Брагантіно», але вже у квітні 2006 року він перейшов на правах оренди до команди «Португеза Деспортос», яка грала в Серії B. У сезоні 2007 року він повернувся до складу «Брагантіно», дійшовши з ним до фіналу Ліги Пауліста того року.
4 квітня 2007 року Феліпе перейшов до клубу «Корінтіанс». Він був у стартовому складі нової команди у більшості матчів, але не уникнув вильоту до Серії B. Незважаючи на виліт, його номінували на нагороди у трьох категоріях: найкращий воротар за версією вболівальників, найкращий воротар та відкриття чемпіонату. У 2008 році він був одним із найяскравіших гравців у Кубку Бразилії та Серії B, а у 2009 році він виграв два дуже титули з «Корінтіансом»: Лігу Пауліста без поразок та Кубок Бразилії. Загалом відіграв за команду з Сан-Паулу три роки своєї ігрової кар'єри. Більшість часу, проведеного у складі «Корінтіанс», був основним голкіпером команди.
2010 року став гравцем клубу «Оле Бразіл», який відразу віддав його в оренду у португальську «Брагу», який втратив свого основного воротаря Кіма через травму.
Після недовгого перебування в «Бразі» Феліпе повернувся до Бразилії і став гравцем «Фламенго». Феліпе швидко потрапив у прихильність уболівальників нового клубу після того, як відбив два пенальті у півфіналі Кубка Гуанабара проти «Ботафого», а також після гарної гри в іншому півфінальному матчі, цього разу проти «Флуміненсе», завдяки чіому «Фламенго» вийшов до фіналу Кубка Ріо. «Фламенго» переміг суперників «Васко да Гама» у фіналі цього турніру, а також виграв Лігу Каріока та був визнаний найкращим воротарем турніру. У січні 2012 року Феліпе продовжив свій контракт з «Фламенго» до грудня 2015 року, але ще до завершення угоди, 27 січня 2015 року «Фламенго» розірвав контракт Феліпе.
24 квітня 2015 року Феліпе приєднався до «Фігейренсе», а наступного року повернувся у «Брагантіно». Згодом грав за інші клуби «Боавіста» і «Уберландія».
2018 року уклав контракт з угорським клубом «Кішварда», у складі якого провів наступні два роки своєї кар'єри гравця. Граючи у складі європейської команди здебільшого виходив на поле в основному складі команди, провівши 44 гри у чемпіонаті.
17 лютого 2020 року Феліпе повернувся на батьківщину і став гравцем «Ботафогу» (Жуан-Песоа), де зіграв діва сезони, а потім продовжував кар'єру в інших бразильських клубах «Таубате», «Парана», «Капітал», «Санта Роза» та «Сампайо Корреа». За останню з цих команд він за шість місяців зіграв 31 матч і допоміг клубу виграти чемпіонат штату.
У серпні 2024 року Феліпе перейшов до люксембурзької команди «Діфферданж 03». У першому ж сезоні виграв з командою чемпіонат Люксембургу та став володарем Кубка країни. Станом на 25 вересня 2024 року відіграв за клуб з Діфферданжа 7 матчів в національному чемпіонаті.

## Виступи за збірну
2001 року у складі юнацької збірної Бразилії (U-17) став переможцем юнацького чемпіонату Південної Америки (U-17) у Перу. Загалом на юнацькому рівні взяв участь у 7 іграх.

## Титули і досягнення
- Переможець Ліги Баїяно (4):

«Віторія» (Салвадор): 2002, 2003, 2004, 2005
- Переможець Ліги Пауліста (1):

«Корінтіанс»: 2009
- Володар Кубка Бразилії (2):

«Корінтіанс»: 2009
«Фламенго»: 2013
- Переможець Ліги Каріока (2):

«Фламенго»: 2011, 2014
- Переможець Ліги Мараньєнсе (1):

«Сампайо Корреа»: 2024
- Чемпіон Люксембургу (1):

«Діфферданж 03»: 2024/25
- Володар Кубка Люксембургу (1):

«Діфферданж 03»: 2024/25

### Індивідуальні
- Найкращий воротар чемпіонату Ріо-де-Жанейро 2011 року.